# Dendrosporobacter quercicolus
Il Dendrosporobacter quercicolus   è una specie di batterio appartenente alla famiglia delle Acidaminococcaceae.